# مايك باريت
مايك باريت (بالإنجليزية: Mike Barrett)‏ (12 سبتمبر 1959 ببرستل في المملكة المتحدة - 14 أغسطس 1984 ببرستل في المملكة المتحدة) هو لاعب كرة قدم بريطاني في مركز الوسط. لعب مع نادي بريستول روفيرز.